# Beachamwell
 (juillet 2023).
Beachamwell est une paroisse civile et un village du Norfolk, en Angleterre.